# Roll-o-plane
De roll-o-plane of Dive Bomber is een attractietype dat oorspronkelijk bedoeld was om piloten in opleiding om te leren gaan met krachten die opspelen tijdens het vliegen. De attractie was vooral populair vin de jaren 1920 tot en met de jaren 1960.

## Werking
De roll-o-plane bestaat uit twee overdekte gondels die plaats bieden aan maximaal 4 mensen. Deze gondels zijn elk bevestigd aan het uiteinde van een arm, welke weer aan een paal vastzit. De armen zwaaien de gondels in de rondte. De gondels zelf rollen echter mee (principe van de spin 'n puke), waardoor de inzittenden nooit echt op de kop komen te hangen. Aan dit rollen dankt de attractie ook zijn naam "roll-o-plane".
De roll-o-plane lijkt op het eerste gezicht een beetje op de loop-o-plane, maar het belangrijkste verschil is dat deze attractie wel over de kop gaat, en niet rolt.

## Technische gegevens
- Capaciteit: 8 mensen, 4 in elke gondel.
- Aantal gondels: 2. Een gondel aan elk uiteinde van de arm
- Duur: Tussen de twee en vier minuten.
- Ontwikkelaar: Eyerly Aircraft Company

## Geschiedenis
De eerste roll-o-plane draaide in 1929 en is vervaardigd door de Amerikaan Lee Ulrich Eyerly, die met zijn bedrijf Eyerly Aircraft Co tevens de loop-o-plane, fly-o-plane en rock-o-plane bedacht en ontwikkelde. Hij maakte deze machines oorspronkelijk met de insteek om ze in te zetten bij opleidingen voor piloten, zodat deze in deze machine alvast konden oefenen voordat ze het luchtruim kozen. Later bleken de attracties succesvol op kermissen en later ook pretparken.

## De roll-o-plane heden ten dage
De roll-o-plane komt niet vaak meer voor op kermissen en in pretparken. Er reizen nog enkele roll-o-planes festivals en kermissen in Amerika af. Er is tevens nog een werkende roll-o-plane te vinden in de Amerikaanse pretparken:
- Satellite, Knoebels Amusement Resort, Pennsylvania
- Roll-o-plane, Kennywood, Pennsylvania
- Keansburg Amusement Park, New Jersey
- Miracle Strip Park, Florida